# Torilis nodosa
Espèce
Classification APG II (2003)

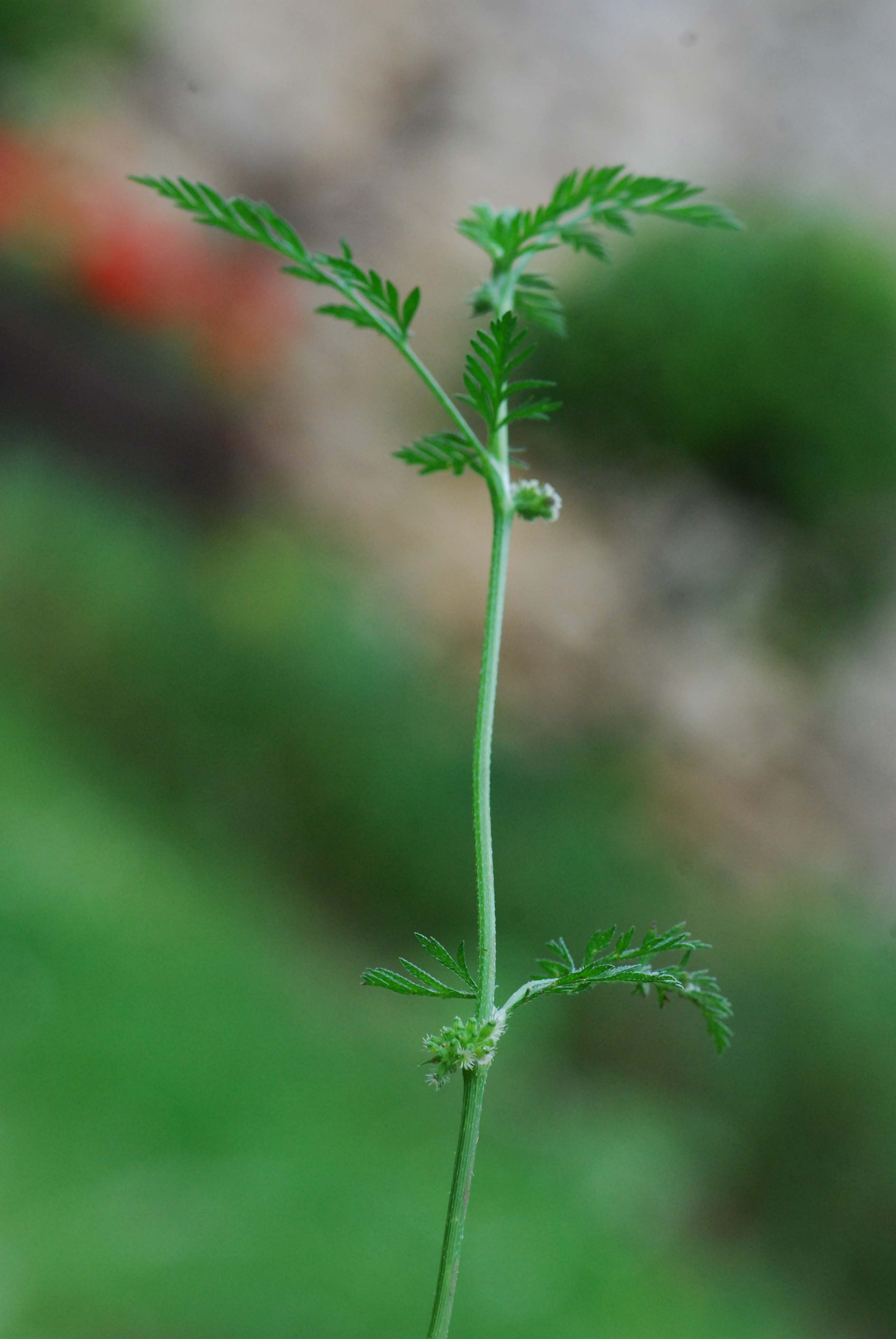
Torilis nodosa.

Torilis nodosa, le torilis noueux, est une espèce de plantes à fleurs de la famille des Apiaceae (Ombellifères). C'est une plante herbacée originaire d'Eurasie.
Synonymes :
- Tordylium nodosum L.
- Caucalis nodosa Hudson

Elle est connue aussi sous le nom commun de manchotte.

## Description
Torilis nodosa est une petite plante herbacée, annuelle, de 15 à 35 cm de hauteur.
La tige est pourvue dans sa partie supérieure de poils apprimés dirigés vers le bas.
Les feuilles alternes de la base sont bipennatiséquées à segments pennatipartites à lobes linéaires.
Les fleurs blanches ou roses, petites (corolle de 1 mm), sont disposées en ombelles très resserrées (3-4 rayons à peine visibles). Les inflorescences sont opposées à la feuille, subsessiles. La pollinisation est entomogame.
La floraison a lieu de mai à août.
Le fruit est un diakène ovoïde, de 2-3 mm de long, couvert d'épines droites, non disposées régulièrement sur les côtes (regarder à la loupe).

## Écologie
C'est une plante commune dans presque toute la France, plus rare dans l'Est et le Sud-Est. On la rencontre aussi dans les pays du pourtour méditerranéen et en Asie. Elle s'est naturalisée aux États-Unis.
C'est une plante des friches annuelles, subnitrophile, mésoméditerranéenne.